# 5483 Cherkashin
5483 Cherkashin (1990 UQ11) là một tiểu hành tinh vành đai chính được phát hiện ngày 17 tháng 10 năm 1990 bởi L. I. Chernykh ở Đài vật lý thiên văn Crimean.